# Kangasjärvi (sjö i Finland, Norra Österbotten, lat 65,43, long 27,55)
Kangasjärvi är en sjö i Finland. Den ligger i kommunen Pudasjärvi i landskapet Norra Österbotten, i den centrala delen av landet, 600 km norr om huvudstaden Helsingfors. Kangasjärvi ligger 160,4 meter över havet. Den är 7,7 meter djup. Arean är 57,9 hektar och strandlinjen är 3,05 kilometer lång. Sjön  ingår i Ijo älvs huvudavrinningsområde. 